# Гасанова Еліна Ельшадівна
Гасанова Еліна Ельшадівна (нар. 21 липня 1989) — колишня російська тенісистка.
Найвищу одиночну позицію світового рейтингу — 581 місце досягла 26 липня 2010, парну — 362 місце — 24 серпня 2009 року.
Здобула 6 парних титулів туру ITF.
Завершила кар'єру 2010 року.

## Фінали ITF

### Одиночний розряд: 1 (0–1)
| Легенда          |
| ---------------- |
| Турніри $100,000 |
| Турніри $75,000  |
| Турніри $50,000  |
| Турніри $25,000  |
| Турніри $10,000  |

| Фінали за покриттям |
| ------------------- |
| Тверде (0–0)        |
| Ґрунт (0–0)         |
| Трава (0–0)         |
| Килим (0–1)         |

| Результат | Дата           | Рівень | Турнір              | Покриття  | Суперниця    | Рахунок  |
| --------- | -------------- | ------ | ------------------- | --------- | ------------ | -------- |
| Поразка   | 13 жовтня 2008 | 10,000 | ITF Харків, Україна | Килим (i) | Леся Цуренко | 3–6, 1–6 |

### Парний розряд: 11 (6–5)
| Легенда          |
| ---------------- |
| Турніри $100,000 |
| Турніри $75,000  |
| Турніри $50,000  |
| Турніри $25,000  |
| Турніри $10,000  |

| Фінали за покриттям |
| ------------------- |
| Тверде (1–2)        |
| Ґрунт (4–3)         |
| Трава (0–0)         |
| Килим (1–0)         |

| Результат | Дата            | Рівень | Турнір                     | Покриття   | Партнерка         | Суперниці                                 | Рахунок             |
| --------- | --------------- | ------ | -------------------------- | ---------- | ----------------- | ----------------------------------------- | ------------------- |
| Перемога  | 3 липня 2006    | 10,000 | ITF Жуковський, Росія      | Ґрунт      | Василіса Давидова | Євгенія Пашкова Elizaveta Titova          | 6–3, 6–4            |
| Поразка   | 28 серпня 2006  | 10,000 | ITF Баку, Азербайджан      | Ґрунт      | Софія Квацабая    | Сопія Шапатава Teona Tzertzvadze          | 4–6, 2–6            |
| Перемога  | 20 березня 2007 | 10,000 | ITF Каїр, Єгипет           | Ґрунт      | Галина Фокіна     | Анна Флоріс Валентіна Сульпіціо           | 7–5, 6–1            |
| Поразка   | 26 травня 2008  | 10,000 | ITF Бангкок, Таїланд       | Тверде     | Лавінія Тананта   | Яюк Басукі Тіффані Велфорд                | 6–2, 6–7(7), [4–10] |
| Перемога  | 13 червня 2008  | 10,000 | ITF Ґурґаон, Індія         | Тверде     | Іша Лахані        | Анкіта Бгамбрі Санаа Бгамбрі              | 6–3, 6–4            |
| Поразка   | 15 вересня 2008 | 10,000 | ITF Лімож, Франція         | Тверде (i) | Ольга Дуко        | Yasmin Clarke Олівія Скарфі               | 6–7(5), 7–5, [8–10] |
| Поразка   | 6 липня 2009    | 10,000 | ITF Брюссель, Бельгія      | Ґрунт      | Василіса Давидова | Сімона Добра Катержина Ванькова           | 3–6, 4–6            |
| Поразка   | 29 березня 2010 | 10,000 | ITF Каїр, Єгипет           | Ґрунт      | Галина Фокіна     | Івета Герлова Луціє Кріґсманнова          | 4–6, 3–6            |
| Перемога  | 31 травня 2010  | 10,000 | ITF Кантаньєде, Португалія | Килим (i)  | Юлія Парасюк      | Daria Kirpicheva Carolina Prats-Millan    | 7–6(0), 6–1         |
| Перемога  | 28 червня 2010  | 10,000 | ITF Мелілья, Іспанія       | Ґрунт      | Gally De Wael     | Івонне Кавальє Реймерс Маргарита Лазарева | 6–0, 6–0            |
| Перемога  | 5 липня 2009    | 10,000 | ITF Брюссель, Бельгія      | Ґрунт      | Василіса Давидова | Марселла Кук Йосанне ван Беннеком         | 7–5, 6–2            |